# 飞段
飛段（飛段，Hidan）是日本動漫系列《火影忍者》中曉的組織內中的一個角色。

## 人物

### 外表與性格
飛段的飛，取自於日本將棋遊戲中的「飛車」，這和鹿丸喜歡下將棋的緣故有關。
與角都互為搭檔的「曉」成員，特徵是向後梳的銀色短髮，紫紅色雙眼，性格焦躁。代表「三台」的「三」字戒指，佩戴在左手食指上，胸前戴著「邪神教」的項鍊。飛段只要舔到他人的血液，並站在用自己的血所畫成的特殊圖形內，就可以對他人進行詛咒 ；此時飛段自身所受的傷，被詛咒之人也要一併承擔。他身負一把擁有三段刀鋒的大鐮刀，以擴大攻擊範圍，易於沾上對手的血以作詛咒。所以飛段最擅長使用的攻擊方式，就是善用自己不死的特性，透過傷害自己的內臟，使敵人在被詛咒的情況下得到同樣的內傷而死亡。因此他的攻擊模式是曉中最緩慢的。而且飛段每次殺人前後都要進行很久的祈禱，這令同行的角都大感不滿。理解能力非常糟糕，常被角都嘲諷為笨蛋，若非有不死的力量理應無法成為曉的核心成員。形象取自于日本妖怪里的涂佛。

### 身世與經歷
擁有不死之身的「邪神教」教徒飛段，出身於有「忘卻戰爭的村子」之稱的湯忍者村。湯忍者村是個隨著戰爭消失而戰鬥力縮減的村子，但也是個有富饒自然資源的村子。忍者出身的飛段十分渴求戰鬥，因此對熱衷和平主義的湯忍者村衍生出焦躁感。所以開始注意了新興宗教「邪神教」，「汝必須殺害周遭的所有人！」這個「邪神教」的教義充滿著肯定飛段的意志。因此飛段殺死了周圍的人，並當上了叛忍。另外，飛段的不死之身並非與生俱來。他是「邪神教」進行禁術實驗的第一個成功案例，飛段的不死之身並非祝福而是詛咒，詛咒的力量隨著殺戮而持續。飛段跟拍檔角都合稱「不死二人組」。

## 劇情表現

### 不死二人組篇
初登場時和角都聯手打倒二尾祭品之力雲忍柚木斗，擊斃木葉守護忍十二士的地陸。在和角都來到賞金兌換所時遭受奈良鹿丸等人展開激烈交戰，即使被出雲、小鐵兩人以刀雙插，也還活著，令鹿丸等人處於下風，在殺害木葉上忍猿飛阿斯瑪後因接獲培因要收服二尾的儀式而離開現場。在和鹿丸等人進行第二次接觸時，鐮刀尾端的繩子被旗木卡卡西斬斷，原是想和搭檔角都一起擊倒對方，但卻被鹿丸一人以「影子模仿術」拖入森林中，最後飛段被鹿丸用計活埋，身体被爆炸符徹底炸碎，僅剩的頭顱也被大量土石掩埋。雖然他沒有死亡，但徹底失去了作戰能力，而且活埋他的森林只有奈良一族能進入，在他們的監視下，飛段等同和死人沒有分別。也因為他沒有死亡，所以沒被穢土轉生召喚。

### 動畫篇
在動畫"力量篇"中兜曾用飛段的細胞製作出與飛段相仿的複製人。

## 忍術和技能
- 咒術·不死之身
即使頭被砍下、身體分解也有生命跡象的終極肉體，邪神教一直在利用信徒進行不死之身的實驗，而飛段就是第一位實驗成功者。
- 鐮飛自如
利用鐮刀尾端的繩子進行伸縮攻擊。
- 大鐮凶舞
任意揮舞鐮刀，無死角的斬斷一切。

## 武器
- 鐮刀
一把紅色的三段大鐮刀，擁有伸縮、分裂等多種功能，底部由繩子連接住，並延伸到飛段腰部的纏繩環，並藉由繩子的伸縮，使得飛段能夠輕易的扔擲大鐮刀，那三段刀鋒的設計，就是為了使鐮刀更能夠傷害到對手，藉由刀鋒上的血，施展令人懼怕的詛咒術，至於傷到對手多少就不是那麼重要了。
- 長矛
此漆黑的長矛擁有伸縮的功能，平時大約20公分，伸長後大約有120公分長，平時飛段總時將它放在衣服的左紝，但主要不是攻擊用，而是在施展詛咒術時，用來使自己受到傷害的武器。

## 詛咒型態
詛咒形態下，身體會呈現出黑白交間的骨頭紋路（身體原有骨頭地方的皮膚呈白色其餘為黑）。
| 術名稱        | 簡介 | 種類     | 等級 |
| ------------- | --- | -------- | ---- |
| 咒術·死司憑血 | 這種詛咒必須透過敵人的血來施展，能夠讓施術對象受到施術者所受到的任何傷害，並且無法迴避。因為此招式必須傷害自己的身體才有效果，因此唯有擁有不死之身的飛段才能夠使用。 施展步驟有三階段 (1)讓敵人的血進入到自己體內。 (2)施術者必須進入本身的血所畫的陣式中，只要離開陣式，術的就會無效。 (3)只要在陣式中所受到的傷害，施術對象將一併承受。 | 秘傳、忍 | -    |

## 戰績
1. 敗於角都和大蛇丸（後加入曉）（為遊戲火影忍者 疾風傳：終極風暴革命劇情）
2. 勝於七尾祭品之力瀧隱風(與角都聯手)
3. 勝於二尾祭品之力雲忍柚木斗(與角都聯手)
4. 勝於守護忍十二士-地陸
5. 勝於守護忍十二士-猿飛阿斯瑪
6. 被奈良鹿丸炸碎埋在土裡，無法行動。
7. 被藥師兜利用其細胞製作出飛段的複製品。（力量篇）
8. 勝於村民（力量篇）

## 個人檔案
- 個性: 信仰深厚、任性
- 喜歡的食物: 肋排
- 討厭的食物: 所有蔬菜、修行料理
- 希望交手的對象: 無神論者
- 喜歡的話: 殺戮、邪神教
- 興趣: 參與邪神教的活動